# Трэш (искусство)
Трэш (с англ. мусор) — направление современного искусства, произведения которого отличаются намеренной вульгарностью и заштампованностью, пародирующее и обыгрывающее массовую культуру.
Понятие «трэш-культура» появилось в США, причём первоначально оно обозначало культуру низших слоёв общества (white trash). Культура трэш получила новый импульс в 1990-х годах.

## Кино
В 1950-х трэш проник в кино после появления независимых студий (часто в одном лице совмещались продюсер, режиссёр, сценарист и оператор).
Родоначальником трэш-кино считается Эд Вуд-младший, после того, как голливудские студии отказались с ним сотрудничать.
Его продолжателем стал Расс Мейер и целая плеяда талантливых режиссёров, которые уже осознанно выбрали этот путь.